# Megaselia rudimentalis
Megaselia rudimentalis är en tvåvingeart som beskrevs av Borgmeier 1962. Megaselia rudimentalis ingår i släktet Megaselia och familjen puckelflugor. Inga underarter finns listade i Catalogue of Life.